# 小田政治
小田 政治（おだ まさはる）は、常陸の戦国大名。小田氏の第14代当主。小田氏の中興の祖とよばれ、小田氏を戦国大名化へと導き、最盛期を築いた。

## 生涯

### 出自
明応2年（1493年）生まれ。政治の出自については堀越公方・足利政知の子、小田氏第13代当主・小田成治の子、成治の嫡子小田治孝の子など諸説がある。
しかし、足利政知は延徳3年（1491年）に死去しており、さらに小田氏は享徳の乱を通して長らく古河公方に属している経緯から、古河公方と敵対する堀越公方と養子縁組を行うとは考えにくい。同じく小田治孝も政治誕生時にはすでに没しているため、政治は『小田事蹟』に記されるように小田成治の末子（三男）とされる。
古河公方・足利政氏の偏諱を受けて政治と名乗る。

### 内訌と家督相続
延徳2年（1490年）、長兄の小田治孝が次兄の小田顕家に殺害される事件が起こった。顕家は土浦城を本拠に父の成治と争い、政治誕生後もこの対立構造は続いた。
永正年間、政治はに顕家に攻撃されるが、これを撃退することに成功している。同時期成治が北郡善光寺へ隠居し、以降活動が見えなくなるため、政治はこの時期に家督を継いだとみられる。成治は永正11年（1514年）に善光寺で死去し、政治も間もなく顕家を滅ぼすことに成功している。

### 永正の乱と古河公方の内紛
永正3年（1506年）、古河公方・足利政氏と嫡子・高基が対立し、永正の乱が勃発する。政治は当初政氏を支援するが、高基優位をうけ永正11年（1514年）3月ごろ、高基方に転ずることになり、佐竹義舜、小山成長、岩城常隆・由隆、結城顕頼ら足利政氏を支持した戦国大名らと対立した。
永正15年（1518年）になると政氏に代わって足利義明が台頭し、小弓公方を称し高基と対立した。永正16年（1519年）8月、足利高基が義明方の椎津城を攻めると宿老・菅谷氏を派遣したが、高基勢の敗北により義明方に転じ以降小弓公方に属して活動することになる。永正末年には政治は高基方の足利基頼と対立し、基頼に味方する真壁家幹を攻撃した。
また、高基が父・政氏に勝利し古河公方になったことで、関東南部で急激に勢力を拡大する後北条氏を危惧し、妹を佐竹義篤の妻にさせ、佐竹氏との関係強化を図った。

### 勢力拡大
大永年間になると政治は江戸崎城を本拠とし、足利高基や上杉憲房に属す土岐原氏と対立するようになった。大永3年（1523年）、土岐治頼が政治方の八代要害を陥落させた際、政治は土岐勢と戦っている。翌大永4年（1524年）、政治は多賀谷氏などと動員し再度治頼と合戦に挑むも、重臣の信太氏や多賀谷淡路守など多くの死者を出し大敗している。
享禄元年（1528年）11月、江戸通泰と府中城の大掾忠幹が対立すると政治は忠幹と和睦を結び、南下する江戸氏に対してこれを支援している。享禄4年（1531年）2月、石岡の戦いで江戸氏を破った。天文4年（1535年）ごろまでには同氏との間に和睦が成立している。
天文年間になると政治は下野の那須氏や宇都宮氏の内紛に介入するようになる。那須資房が子の政資と対立すると政治は資房を支援した。また、宇都宮俊綱（後の尚綱）が宿老の芳賀高経と対立すると佐竹義篤とともに俊綱を支援し、芳賀氏を支援する結城氏と争った。天文6年（1537年）には多賀谷氏と同盟して結城政勝と戦ったが敗れている。他にも古河公方足利家などと戦うなど、多方面で敵勢力と戦い、小田氏の勢力を拡大した。
天文年間中期に入り大掾忠幹が死去すると以前まで良好だった大掾氏との関係が悪化する。天文15年（1546年）ごろ、同氏との国境に位置する小川城の園部氏を巡って政治は大掾慶幹と争う。同年、両氏は行方郡の小高氏・手賀氏の争いに介入し、唐ヶ崎で争うも、結果的に小田氏が敗北している（唐ヶ崎の戦い）。

### 晩年
天文14年（1545年）の河越夜戦では、足利晴氏に味方し、河越へ重臣の菅谷隠岐守を派遣した。
天文17年2月22日（1548年3月31日）に57歳で死去し、跡を嫡子の小田氏治が継いだ｡